# Croce di Sasso
Croce di Sasso är en bergstopp i Schweiz.   Den ligger i distriktet Leventina och kantonen Ticino, i den sydöstra delen av landet, 130 km sydost om huvudstaden Bern. Toppen på Croce di Sasso är 2 132 meter över havet, eller 33 meter över den omgivande terrängen. Bredden vid basen är 0,06 km.
Terrängen runt Croce di Sasso är huvudsakligen mycket bergig. Närmaste större samhälle är Biasca, 8,6 km sydost om Croce di Sasso. 
I omgivningarna runt Croce di Sasso växer i huvudsak blandskog. Runt Croce di Sasso är det ganska glesbefolkat, med 50 invånare per kvadratkilometer.